# Enrico Mattei
Enrico Mattei, född 29 april 1906 i Acqualagna, Marche, Italien, död 27 oktober 1962 i Bascapè, Lombardiet, var en italiensk statstjänsteman som skapade det moderna Eni (Agip) utifrån det statliga oljebolag som skapats före andra världskriget.
Mattei fick efter andra världskriget i uppdrag att lägga ner det av den italienska fascismregimen grundade oljebolaget Agip. Istället för att lägga ner det omorganiserade han det till koncernen Eni med Agip som varumärke på bensinstationerna. Under Matteis ledning utmanade den italienska staten de stora amerikanska och brittiska bolagen, de så kallade sju systrarna, ett uttryck som myntades av Mattei. Koncessioner skrevs med länder i Mellanöstern och ett omfattande handelsavtal slöts med Sovjetunionen – med målet att krossa det oligopol som fanns. Mattei blev en maktfaktor i den italienska politiken och näringslivet liksom Eni som liknades vid en stat i staten. 
Mattei omkom i en flygplansolycka 1962. En återupptagen utredning kring olyckan fann 2005 att sprängmedel hittats bland flygplanets vrakdelar.